# Đảo chính Mali 2020
Vào ngày 18 tháng 8 năm 2020, các phần tử của Lực lượng Vũ trang Mali bắt đầu một cuộc binh biến chống và phá cánh tả. Những người lính dùng xe bán tải quân sự xông vào căn cứ quân sự Soundiata ở Kati, nơi đã xảy ra đụng độ bằng súng trước khi vũ khí được phân phối ra ngoài từ kho vũ khí và các sĩ quan cấp cao bị bắt giữ. Xe tăng và xe bọc thép xuất hiện trên đường phố của Kati, các đoàn xe tải quân sự hướng đến thủ đô Bamako. Một nhóm lính đã bắt giữ một số quan chức chính phủ, bao gồm cả Tổng thống Ibrahim Boubacar Keïta, ép ông từ chức và giải tán chính phủ. Đây là cuộc đảo chính thứ hai của nước này trong vòng chưa đầy 10 năm, sau cuộc đảo chính năm 2012.

## Bối cảnh
Các cuộc biểu tình ở Mali đã diễn ra từ ngày 5 tháng 6, với những người biểu tình kêu gọi Tổng thống Ibrahim Boubacar Keïta phải từ chức. Những người biểu tình không hài lòng với việc giải quyết cuộc nội chiến đang diễn ra, cáo buộc chính phủ tham nhũng và nền kinh tế khó khăn.

## Sự kiện
Sáng ngày 18 tháng 8 năm 2020, binh lính bắt đầu bắn đạn chỉ thiên tại một căn cứ quân sự ở Kati, một thị trấn cách thủ đô Bamako của Mali 15 kilômét (9,3 dặm). Sau khi tiến vào thủ đô, quân nổi loạn đã bắt giữ Bộ trưởng Bộ Tài chính Abdoulaye Daffe, Tham mưu trưởng Lực lượng Vệ binh Quốc gia, và Moussa Timbiné, phát ngôn viên của Quốc hội. Thủ tướng Boubou Cissé đã kêu gọi đối thoại với những người nổi loạn, thừa nhận rằng họ có "những thất vọng chính đáng". Một thủ lĩnh của cuộc binh biến sau đó tuyên bố rằng Keïta và Cissé đã bị bắt tại tư dinh ở Bamako; Chủ tịch Ủy ban Liên minh châu Phi Moussa Faki xác nhận rằng Keïta, Cissé, và các quan chức khác đã bị bắt và kêu gọi trả tự do cho họ. Một phát ngôn viên của liên minh đối lập M5-RFP hoan nghênh việc giam giữ họ, mô tả đây là một "cuộc nổi dậy của quần chúng".
Các quan chức được đưa đến trại quân sự ở Kati, nơi cuộc nổi dậy bắt đầu. Khi tin tức về cuộc binh biến lan rộng, hàng trăm người biểu tình đã tập trung tại Đài tưởng niệm Độc lập của Bamako để yêu cầu Keïta từ chức. Những người biểu tình cũng khiến một tòa nhà thuộc Bộ Tư pháp bốc cháy dữ dội.
Hiện chưa rõ có bao nhiêu binh sĩ đã tham gia cuộc binh biến, ai là người bắt đầu cuộc binh biến hay ai sẽ là người chịu trách nhiệm chính.

## Hậu quả
Tổng thống Keïta từ chức vào khoảng nửa đêm, đồng thời giải tán chính phủ và quốc hội. "Tôi không muốn đổ máu chỉ để giữ quyền lực cho mình," ông nói thêm.
Các lãnh đạo quân sự đã ra lệnh đóng cửa tất cả các cửa khẩu biên giới và áp đặt lệnh giới nghiêm vào ban đêm. "Kể từ hôm nay, ngày 19 tháng 8 năm 2020, tất cả các biên giới trên không và trên bộ đều đóng cửa cho đến khi có thông báo mới. Lệnh giới nghiêm được áp dụng từ 21:00 đến 05:00 cho đến khi có thông báo mới" - Đại tá Ismaël Wagué, Phó Tham mưu trưởng của Lực lượng Không quân Mali cho biết trong một bài phát biểu trên truyền hình. Ông cũng mời các nhóm đối lập đàm phán cho các cuộc bầu cử mới.
Mahmoud Dicko thông báo rằng ông sẽ rời khỏi chính trường do cuộc họp giữa ông và những người lính tham gia cuộc binh biến.

## Phản ứng quốc tế
Đại diện nhiều quốc gia lên án cuộc đảo chính, kể cả các đại diện của Liên minh châu Phi, Liên minh châu Âu cũng lên án vụ đảo chính, và Vương quốc Anh. Ân xá Quốc tế kêu gọi thả những người bị bắt giữ. 
Trong khi đó, Hội đồng Bảo an Liên hợp quốc đã nhất trí thông qua một nghị quyết lên án cuộc đảo chính và kêu gọi các binh sĩ trở về doanh trại của họ và thả tất cả những người bị giam giữ ngay lập tức.